# Предэллинизм

Империя Ахеменидов в IV—V вв. до н. э.

Предэллинизм — предшествующий эллинизму период в истории Средиземноморья и Ближнего Востока, который характеризуется сходными чертами: взаимопроникновением различных культур («цивилизационных ареалов») (древнегреческой, вавилонской, древнееврейской, персидской) в рамках мировой империи Ахеменидов. В Балканской Греции предэллинизм характеризуется прежде всего упадком полисной демократии.
В VI в. до н. э. Персидской державе удаётся то, что впоследствии повторил Александр Македонский в IV в. до н. э. В рамках одного государства оказываются различные культурные регионы: греческая Иония (Милет, Эфес), Древний Египет, Средняя Азия, Иран и Ближний Восток. Развивается международная торговля, товарное хозяйство и региональное разделение труда: Финикия поставляет кедровую древесину, Малая Азия — железо, Сирия — стекло, Аравия — благовония, Египет — слоновую кость и золото.
Особенно сильно предэллинизм проявил себя в религиозном синкретизме, когда различные родо-племенные культы отождествляются, подготавливая место мировым религиям Средневековья. Так Иудаизм Второго храма испытывает сильное влияние персидского зороастризма (эсхатология, мессианство, понятия Святого Духа и дьявола). Ахурамазда отождествляется с иудейским Яхве и греческим Зевсом. Статуи персидской богини Анахиты выполняются греческими скульпторами и иконографически отождествляются с Артемидой. Персидский Митра отождествляется с Аполлоном и Гелиосом (впоследствии митраизм проявит себя в Римской империи и оставит след в христианском праздновании Рождества). Также в религии усиливаются «универсалистские тенденции» и делается акцент на нравственном совершенствовании.